# Diario El Sur S.A.
Diario El Sur Sociedad Anónima (Diario El Sur S.A.) es una empresa periodística chilena. El conglomerado posee y edita dos periódicos, El Sur y La Estrella de Concepción.
El 30 de junio de 2006 se concretó la venta de este consorcio a El Mercurio S.A.P., afiliándose El Sur S.A. a esta sociedad periodística, y en consecuencia también sus diarios en calidad de periódicos regionales.
El consorcio es dirigido por la directora del periódico El Sur, quien, en estos momentos, es Isabel Plaza Vásquez.

## Historia

### Fundación y primeros años
El consorcio nace en 1896 cuando Plate y Tornero, empresa periodística en ese entonces, dejó la administración del periódico El Sur, que fue fundado en 1882. Entonces Andrés Lamas tomó control del periódico, para luego asociarse con César Erazo.
La empresa El Sur S.A. fue constituida oficialmente el 3 de abril de 1943. El 4 de febrero de 1945 la empresa inició la publicación de El Sur de Temuco, el cual tenía su sede en Bulnes 846 y se publicó hasta el 10 de agosto de 1954.
En 1949 El Sur S.A. fundó el vespertino Crónica, el cual circuló hasta el 2 de enero de 1984. El 21 de agosto de 1995 se decidió refundar Crónica y a partir del 2 de abril de 2007 el diario fue relanzado, con nuevo logo, pero siguiendo fiel a su estilo. En 2009 cambió su nombre a La Estrella de Concepción, sumándose al grupo de periódicos locales que poseen la misma denominación (en Arica, Iquique, Antofagasta, Calama, Tocopilla, Valparaíso y Chiloé).

### Período de la dictadura militar (1973-1990)
El sello editorial de la empresa fue una férrea opositora al gobierno de Salvador Allende. Tras el golpe de Estado de 1973, que derrocó al presidente Salvador Allende y dio inicio a la dictadura militar de Augusto Pinochet, tanto El Sur como Crónica fueron de los medios regionales que difundieron el supuesto Plan Z, un plan conspirativo, hoy ya desmentido, creado para justificar el golpe de Estado. En una nota de prensa del 18 de septiembre de 1973, El Sur publicó lo siguiente:
Los allanamientos practicados en residencias oficiales, sedes partidarias y viviendas de militantes marxistas, no dejan lugar a ninguna duda de que se esperaba el momento propicio para dar el golpe de mano definitivo, a cualquier precio, que les permitiera a la izquierda hacerse del poder total. Ese golpe de mano, sería corroborado con los miles de documentos encontrados en la Subsecretaría del Interior, los cuales daban cuenta del «Plan Z» a efectuarse el 17 de septiembre, el cual consistía en eliminar a toda la jerarquía de las Fuerzas Armadas y Carabineros y los dirigentes de los sectores democráticos, para quedar con el país a merced del totalitarismo definitivo.

En su tiraje del 11 de septiembre de 1974, a un año del golpe de Estado, Crónica publicó lo siguiente:
Chile vivió la experiencia política más nefasta de su historia, que intentó imponer por la violencia un sistema absolutamente ajeno a la idiosincrasia nacional, pero fue gracias a la resistencia civil de las mujeres, los estudiantes, los gremios y profesionales, quienes hicieron frente a este proyecto totalitario. Ante la resistencia de la población y de las instituciones de la república, “el marxismo decidió jugar su última carta. Obtener con sangre lo que no pudo ganar por el convencimiento. Y preparó la guerra civil, armando al extremismo, importando mercenarios y dando forma al diabólico Plan Zeta.